# Jaume Cabré
Jaume Cabré Fabré (Barcelona, 1947) es un filólogo y escritor español.

## Biografía
Licenciado en Filología Catalana por la Universidad de Barcelona, catedrático de enseñanza media en excedencia y profesor en la Universidad de Lérida, es miembro de la Sección Filológica del Instituto de Estudios Catalanes.
Durante muchos años compaginó la escritura literaria con la enseñanza. También ha trabajado en el guion cinematográfico y televisivo. Con Joaquim Maria Puyal fue el creador y guionista de la primera serie televisiva catalana de larga duración: La granja (1989-1992), a la que siguieron otros títulos como Estació d’enllaç (1994-1998), Crims (2000) y los telefilmes La dama blanca (1987), Nines russes (2003) y Sara (2003). En el terreno cinematográfico ha sido coautor (junto con Jaume Fuster, Vicenç Villatoro y Antoni Verdaguer) del guion de la película de Antoni Verdaguer La teranyina (1990), basada en su propia novela. Con el mismo equipo realizó el guion de Havanera (1993). 

## Su obra literaria

### Los inicios
Se dio a conocer con dos libros de narrativa, Faules de mal desar (Fábulas incómodas) (1974) y Toquen a morts (Tocan a muerto) (1977).
Su primera novela, Galceran, l’heroi de la guerra negra (Galcerán, el héroe de la guerra negra) (1978) hace aparecer lo que serán los grandes temas recurrentes de su obra: el poder y la condición humana. El personaje del bandolero Jaume Galceran, repleto de contradicciones, está dibujado como un héroe a la fuerza que se ve obligado a alimentar su fama durante la segunda guerra carlista.
Su segunda novela, Carn d’olla (Ropavieja) (1978) hace resaltar un personaje bien distinto, Barringa Barranga, una ex-prostituta que ha establecido una red de relaciones en el barrio barcelonés de Sant Antoni.
En El mirall i l’ombra (El espejo y la sombra) (1980) aparece por primera vez la música y, en cierto modo, la reflexión sobre el valor de la creación artística que, más adelante, serán temas de presencia constante.
En 1980 publica una obra de literatura infantil, la novela La història que en Roc Pons no coneixia (El extraño viaje que nadie se creyó), y un año después, un cuento: El blauet.

### La consolidación
En 1984 y 1985 aparecen los tres títulos que conformarán el ciclo de Feixes y en los que trabajaba desde tiempo atrás. En 1984 aparece La teranyina (La telaraña), historia enmarcada en la Semana Trágica y que narra las vicisitudes de aquellos momentos pero no en Barcelona sino en la ciudad de Feixes, correlato literario de la ciudad de Tarrasa. La lucha por el poder político, económico, familiar, se refleja en las maniobras de los distintos componentes de la familia Rigau y del resto de personajes de la novela.
También en 1984, aparece Fra Junoy o l’agonia dels sons (Fray Junoy o la agonía de los sonidos), una novela de gestación lenta, como serán a partir de ese momento las novelas que publique Cabré, donde más allá de los movimientos subterráneos del mundo eclesial de Feixes y del monasterio de la Rápita cuyo confesor es el fraile protagonista, la música tiene un destacado papel. Algunos de los personajes de La telaraña y el mundo de Feixes también son presentes en esta novela, que en cierta manera es su continuación. Destaca la figura de Fray Junoy, una víctima de los que detentan el poder de manipulación.
En 1985 publica la “nouvelle” Luvowski o la desraó (Luvowski o la sinrazón) que es el punto final de estos personajes y familias que vivieron en las otras dos novelas. Este relato fue publicado en un libro de narraciones Llibre de preludis (Libro de preludios), donde la música es aún más presente.
En 1984 publicó su segunda novela infantil L’home de Sau (El hombre de Sau).

### La madurez
En 1991 aparece Senyoria (Señoría), una novela sobre la corrupción judicial que emana del poder absoluto y que está situada en la Barcelona de finales del siglo XVIII. Si con Fra Junoy pintó una víctima, con don Rafel Massó, el regente civil de la Audiencia de Barcelona, traza la figura del verdugo, con todos sus miedos y sus egoísmos.
L’ombra de l’eunuc (La sombra del eunuco) (1996) es una novela que relata los años del final del franquismo, la transición y los años posteriores desde la perspectiva de la generación del autor, personificada por Miquel Gensana, el protagonista. Al mismo tiempo, es una novela de reflexión sobre el hecho creativo y, muy en especial, el musical. La estructura del relato está basada en la misma estructura del Concierto para violín y orquesta de Alban Berg.
Mientras inicia la siguiente novela, realiza una incursión en otros géneros. En 1999 publica El sentit de la ficció (El sentido de la ficción), un ensayo sobre la creación literaria, sobre la escritura, sobre el laboratorio del escritor.
En 2000 retorna al relato breve con el libro Viatge d’hivern (Viaje de invierno), catorce historias sutilmente relacionadas entre sí. El lector, a medida que avanza en la lectura, descubre estas relaciones que se mantiene a pesar de que cada relato sucede en espacios y épocas distintas. El libro es una mirada a la Europa que no hemos sabido construir de mejor manera.
En 2001 publica y estrena en el Teatro Nacional de Cataluña, la obra de teatro Pluja seca (Lluvia seca) sobre la desvirtuación de la memoria histórica y el hecho de que la historia siempre la escriben los vencedores. El drama se inicia en el castillo de Peñíscola convertido en corte papal (la verdadera para ellos, cismática para Roma) el día en que muere Benedicto XIII y el diezmado colegio cardenalicio decide nombrar un sucesor de quien Roma tilda como antipapa.
Les veus del Pamano (Las voces del Pamano) (2004) y Jo confesso (Yo confieso, Ed. Proa. Barcelona, 2011) son dos novelas.
Las voces del Pamano que empiezan en los años cuarenta, en un pueblecito del Pirineo y finaliza en nuestros días. Muestra un friso de personajes como los maestros Oriol Fontelles y Tina Bros, o la señora Elisenda Vilabrú. La memoria histórica, la imposibilidad del perdón, el miedo al olvido son algunos de los temas que aparecen en esta novela.
En Yo confieso el protagonista es Adrià, un niño de la burguesía barcelonesa, sometido a la tiranía de unos padres obsesionados en hacer de él un prodigio de las letras y de la música. Un violín Storioni, codiciado por músicos y coleccionistas de todo el mundo, cuya historia escondía un sinfín de crímenes y episodios poco edificantes, se cruza en la vida del niño y lo cambia todo.
En 2005 publica su segundo ensayo: La matèria de l’esperit (La materia del espíritu) sobre la lectura literaria.
En 2014 se mostró a favor de la independencia de Cataluña.
En 2021 publica su última novela Consumits pel foc (Consumidos por el fuego) tras una infancia difícil, pese a ello, Ismael logra salir adelante y se convierte en profesor de Lengua y Literatura. Dos encuentros casuales del pasado, conducen a Ismael a una situación límite en la que tendrá que recuperar la memoria y salir de la maraña de sucesos en los que se ve envuelto.

### Libros de narraciones
- Faules de mal desar (Fábulas incómodas) Ed. Selecta. Barcelona, 1974.
- Toquen a morts (Tocan a muerto) Ed. La Magrana. Barcelona, 1977.
- Tarda lliure (Tarde libre) 1981, Premi “Recull”, 1980.
- Llibre de preludis (Libro de preludios) Ed. 62. Barcelona, 1985. Ed. Proa. B, 2002
- Viatge d’hivern (Viaje de invierno) Ed. Proa. Barcelona, 2000

### Novelas
- Galceran, l’heroi de la guerra negra (Galcerán, el héroe de la guerra negra) Ed. Proa, Barcelona, 1977.
- Carn d’olla (Ropavieja) Ed. Moll. Mallorca, 1978. Ed. Proa, B 1999
- El mirall i l’ombra (El espejo y la sombra) Ed. Laia. Barcelona, 1980
- La teranyina (La telaraña) Edicions Proa, Barcelona, 1984
- Fra Junoy o l’agonia dels sons (Fray Junoy o la agonía de los sonidos) Ed. 62, B. 1984, Ed. Proa, B. 1998
- Senyoria (Señoría) 1991, Editorial Proa, Barcelona
- El llibre de Feixes (El libro de Feixes (La trilogía de Feixes)) Ed. Proa. Barcelona, 1996
- L’ombra de l’eunuc (La sombra del eunuco) Ed. Proa. Barcelona, 1996
- Les veus del Pamano (Las voces del Pamano) Ed. Proa. Barcelona, 2004
- Jo confesso (Yo confieso) Ed. Proa. Barcelona, 2011.

### Ensayo
- El sentit de la ficció (El sentido de la ficción) Ed. Proa. Barcelona, 1999
- La matèria de l’esperit (La materia del espíritu) Ed. Proa. Barcelona 2005
- Les incerteses (las incertidumbres) Ed. Proa. Barcelona 2015

### Teatro
- Pluja seca (Lluvia seca) Ed. Proa-TNC. Barcelona, gener de 2001

### Novelas y relatos infantiles
- La història que en Roc Pons no coneixia (El extraño viaje que nadie se creyó) Ed. La Galera. B. 1980
- L’any del blauet Ed. Barcanova, Barcelona 1981
- L’home de Sau (El hombre de Sau) Ed. La Galera, Barcelona, 1985
- Consumits pel foc (Consumidos por el fuego) Ed. Proa. Barcelona 2021

### Guiones
- La dama blanca (telefilm) (1987)
- La teranyina (radionovela) (1988)
- Fins que la mort ens separi (Hasta que la muerte nos separe) (radionovela) (1989)
- La granja (serie TV) (1989-1992)
- La teranyina (film) (1990)
- Havanera (film) (1993)
- Estació d’enllaç (serie TV) (1994-1998)
- Crims (serie TV) (2000)
- Nines russes (telefilm) (2003)
- Sara (telefilm) (2003)

### Obra traducida
- Traducciones de Consumits pel foc
  - Castellano. Consumidos por el fuego (trad. Concha Cardeñoso) Ed. Destino. Barcelona 2021.
- Traducciones de Jo confesso
  - Castellano. Yo confieso (trad. Concha Cardeñoso Sáenz de Miera) Ed. Destino, 2011
  - Alemán. Das Schweigen des Sammlers (trad. Kirsten Brandt y Petra Zickmann) Insel Verlag, Berlín 2011
  - Italiano Io confesso (trad. Stefania Maria Ciminelli) Ed. Rizzoli. Milán, 2012
  - Polaco Wyznaję (trad. Anna Sawicka) Wydawnictwo Marginesy, Varsovia 2013
  - Portugués. eu confesso (Trad: Maria João Teixeira Moreno) Tinta da China edições. Lisboa, 2015.
  - Coreano. 나는 고백한다 1,2,3 (trad. Garam Kwon) Minumsa, 2020

- Traducciones de Senyoria
  - Castellano. Señoría (trad. Daniel Royo). Ed. Grijalbo-Mondadori. Barcelona, 1993. 2a edició: Random House- Mondadori. Barcelona, 2005)
  - Húngaro. Ömeltósága (trad: Tomcsányi Zsuzsanna.) Európa könyvkiadó. Budapest, 2001
  - Rumano. Excelenta (trad: Jana Balacciu Matei) Editura Merònia. Bucarest, 2002
  - Gallego. Señoría (trad. Dolores Martínez Torres) Editorial Galaxia. Vigo, 2002
  - Francés. Sa Seigneurie (Trad: Bernard Lesfargues) Christian Bourgois Éditeur. París, 2004.
  - Italiano. Sua Signoria (Trad: Francesco Ardolino) Alberto Gaffi, editore in Roma. 2006.
  - Portugués. Sua Senhoria (Trad: Jorge Falllorca) Tinta da China edições. Lisboa, 2007.
  - Albanés. Senjoria (Trad: Bashkim Shehu) Instituti i Librit & Komunikimit. Tirana, 2008.
  - Alemán. Senyoria (Trad. Kirsten Brandt) Suhrkamp Verlag. Frankfurt, 2009.
  - Holandés. Edelachtbare (Trad. Pieter Lamberts y Joan Garrit) Signatuur. Utrecht, 2010

- Traducciones de L’ombra de l’eunuc
  - Húngaro. Az eunuch Árnyéka (trad: Tomcsányi Zsuzsanna.) Ed. Európa. Budapest, 2004
  - Rumano. Umbra eunucului (trad. Jana Balacciu Matei). Editorial Meronia Bucarest 2004.
  - Francés. L’ombre de l’eunuque (trad: Bernard Lesfargues) Christian Bourgois Éditeur. 2006
  - Esloveno. Evnuhova senca (trad. Simona Škrabec). Studentska zalozba - Beletrina. Ljubljana 2006
  - Italiano. L'ombra dell'eunuco (trad. Stefania Maria Ciminelli) La Nuova Frontiera, Roma 2010
  - Ruso. Тень евнуха (trad. Alexandra Grebennikova). М.: Иностранка, Азбука-Аттикус, 2016. Moscou, 2016.

- Traducciones de Les veus del Pamano
  - Húngaro. A Pamano zúgása (trad: Tomcsányi Zsuzsanna) Ed. Európa. Budapest, 2006.
  - Castellano. Las voces del Pamano (trad. Concha Cardeñoso y Sáenz de Miera). Ed. Destino. Barcelona, 2012.
  - Alemán. Die Stimmen des Flusses (trad. Kirsten Brandt). Ed. Insel/Suhrkamp. Frankfurt a.M., 2007
  - Holandés. De stemmen van de Pamano (trad. Pieter Lamberts & Joan Garrit) Ed. Signatuur. Utrecht, 2007.
  - Italiano. Le voci del fiume (trad. Stefania Maria Ciminelli) Ed. La Nuova Frontiera. Roma, 2007.
  - Portugués. As vozes do rio Pamano (trad. Jorge Fallorca) Tinta da China edições. Lisboa, 2008.
  - Griego. Οι φωνές του ποταμού Παμάνο (trad. Evriviadis Sofos) Papyros Public group. Atenas, 2008.
  - Rumano. Vocile lui Pamano (trad. Jana Balacciu Matei). Editorial Meronia Bucarest 2008.
  - Francés. Les voix du Pamano (trad. Bernard Lesfargues) Christian Bourgois éditeur. París, 2009.
  - Noruego. Stemmene fra Pamano (trad. Kjell Risvik) Cappelens Forlag. Oslo, 2009.

- Traducciones de Fra Junoy o l’agonia dels sons
  - Castellano. Fray Junoy o la agonía de los sonidos (trad. Enrique Sordo). Espasa-Calpe. Madrid 1988
  - Húngaro. Junoy barát, avagy a hangok halála (trad. Tomcsányi Zsuzsanna) Európa könyvkiadó. Budapest, 2009.

- Traducciones de La teranyina
  - Castellano. La telaraña (trad. Enrique Sordo). Argos-Vergara, Barcelona, 1984
  - Francés. La toile d’araignée (trad. Patrick Gifreu) Editions Du Chiendent 1985

- Traducciones de Llibre de preludis
  - Castellano. Libro de preludios (trad. Enrique Sordo). Espasa-Calpe. Madrid, 1989

- Traducciones de L’home de Sau (novela infantil)
  - Castellano. El hombre de Sau (trad. Mercedes Caballud) La Galera, Barcelona.1986

- Traducciones de La història que en Roc Pons no coneixia (novela infantil)
  - Castellano. El extraño viaje que nadie se creyó (trad. Mercedes Caballud) La Galera. Barcelona 1981

## Premios literarios obtenidos

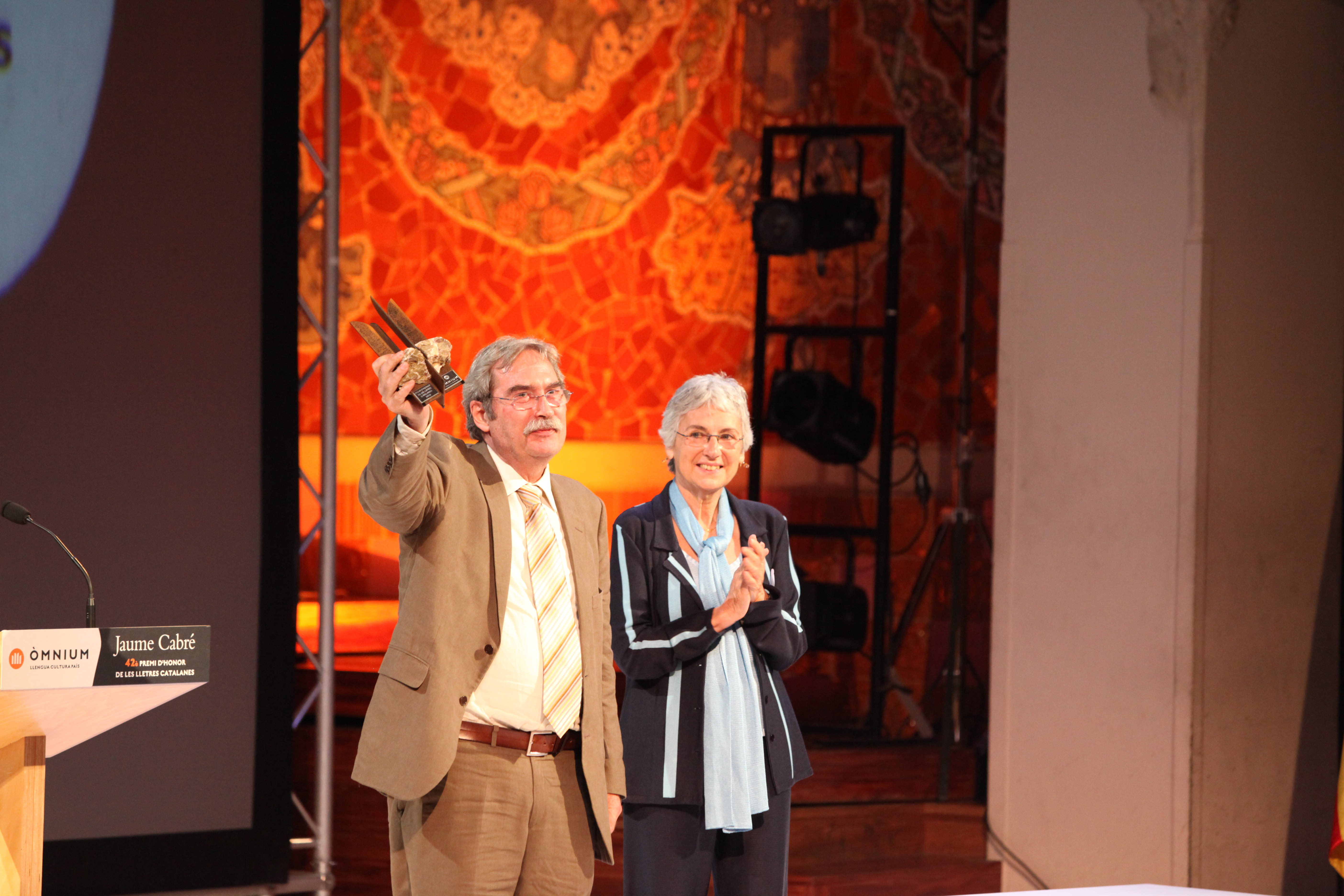
Jaume Cabré y Muriel Casals en el Palacio de la Música Catalana.

- Premio Víctor Catalá, 1973, por Atrafegada calor.
- Fastenrath, 1980. Carn d’olla
- Recull, 1980 Tarda lliure
- Crítica Serra d’Or, 1981. La història que en Roc Pons no coneixia
- Sant Jordi, 1983. La teranyina
- Prudenci Bertrana, 1983 Fra Junoy o l’agonia dels sons
- Crítica Serra d’Or, 1985 Fra Junoy o l’agonia dels sons
- Premio de la Crítica, 1985 Fra Junoy o l’agonia dels sons
- Premi Joan Crexells, 1991
- Lectors de “El Temps”, Senyoria
- Prudenci Bertrana, 1992 Senyoria
- Crítica Serra d’Or, 1992 Senyoria
- Premio de la Crítica, 1992 Senyoria
- Prix Méditerranée 2004 a la mejor novela extranjera Sa Seigneurie
- Premi Nacional de Literatura, 1992 La Granja
- Ciutat de Barcelona, 1997 L’ombra de l’eunuc
- Crítica Serra d’Or, 1997 L’ombra de l’eunuc
- Lletra d’Or, 1997 L’ombra de l’eunuc
- Fundació Enciclopèdia Catalana, 1999 Viatge d’hivern
- Crítica Serra d’Or, 2001 Viatge d’hivern
- Premi dels escriptors catalans a la trajectòria literària, 2003
- Premio de la Crítica 2005 Les veus del Pamano
- Premio de Honor de las Letras Catalanas 2010
- Premio Tormenta en un vaso 2012 Jo confesso
- Premio de la Crítica 2012  Jo confesso
- Premi Crítica Serra d'Or 2012  Jo confesso
- Premi Narrativa M.Àngels Anglada 2012 Jo confesso
- Premi Joan Crexells 2012 Jo confesso